# Pseudonychocamptus abbreviatus
Pseudonychocamptus abbreviatus is een eenoogkreeftjessoort uit de familie van de Laophontidae. De wetenschappelijke naam van de soort werd in 1920 voor het eerst geldig gepubliceerd door Georg Ossian Sars.